# Палыгинская
Палыгинская — нежилая деревня в Шенкурском районе Архангельской области. Входит в состав муниципального образования «Ровдинское».

## География
Деревня расположена в южной части Архангельской области, в таёжной зоне, в пределах северной части Русской равнины, в 42 километрах на юг от города Шенкурска, на левом берегу реки Ваги, близ впадении в неё притока Керменьга. Ближайшие населённые пункты: на востоке, на противоположенном берегу реки, деревня Тушевская. Через деревню пролегает автомобильная дорога федерального значения М8 «Холмогоры».
Часовой пояс
Палыгинская, как и вся Архангельская область, находится в часовой зоне МСК (московское время). Смещение применяемого времени относительно UTC составляет +3:00.

## Население
| 2002 | 2010 | 2012 |
| ---- | ---- | ---- |
| 3    | ↘0   | →0   |

## История
В «Списке населенных мест Архангельской губернии к 1905 году» деревня Палыгинская насчитывает 17 дворов, 63 мужчины и 63 женщины.  В административном отношении деревня входила в состав Устьпуйского сельского общества Ровдинской волости.
На 1 мая 1922 года в поселении 23 двора, 35 мужчин и 57 женщин.